# Les Soldats de l'ombre
Pour plus de détails, voir Fiche technique et Distribution.
Les Soldats de l'ombre (Flammen & Citronen ; Flamme & Citron au Canada) est un film germano-tchéco-danois réalisé par Ole Christian Madsen, sorti en 2008.
Le film a pour sujet la résistance danoise lors de la Seconde Guerre mondiale.

## Synopsis
En 1944, au Danemark, l'histoire de deux tueurs de la résistance chargés d'éliminer les traîtres.

## Fiche technique
- Titre : Flammen & Citronen

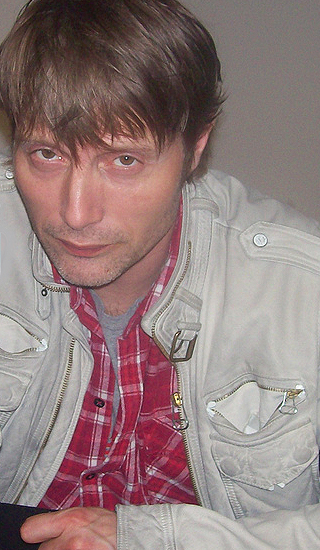
L'acteur principal Mads Mikkelsen, l'année de sortie du film.

- Langues : danois et français, sous-titrage en anglais et français
- Réalisation : Ole Christian Madsen
- Scénario : Lars Andersen et Ole Christian Madsen
- Production : Lars Bredo Rahbek
- Société de production : Nimbus Film Productions, Sirena Film et Wüste Filmproduktion
- Budget : 46 millions kr
- Musique : Karsten Fundal
- Photographie : Jørgen Johansson
- Montage : Søren B. Ebbe
- Décors : Friborg Nanna Due et Jette Lehmann
- Costumes : Manon Rasmussen, Margrethe Rasmussen et Rikke Simonsen
- Pays d'origine :  Danemark,  République tchèque et  Allemagne
- Langue : danois, allemand
- Format : Couleurs - 2,35:1 - Dolby Digital - 35 mm
- Genre : Crime, Drame, Histoire, Thriller, Guerre
- Durée : 130 minutes
- Dates de sortie : 
  -  Danemark : 28 mars 2008

## Distribution
- Thure Lindhardt : Bent Faurschou-Hviid (dit Flamme)
- Mads Mikkelsen : Jørgen Haagen Schmith (en) (dit Citron)
- Stine Stengade : Ketty Selmer
- Peter Mygind : Aksel Winther
- Christian Berkel : Hoffmann
- Hanns Zischler : Gilbert